# Methone cecilia
« Methone » redirige ici. Ne pas confondre avec Méthone.
Genre
Espèce
Methone cecilia est une espèce néotropicale de lépidoptères (papillons) de la famille des Riodinidae. Elle est l'unique représentante du genre monotypique Methone.

## Description
L'imago de Methone cecilia est un papillon de taille moyenne (36 mm à 40 mm) de couleurs jaune, cuivré et brun. Les ailes antérieures, bordées de brun sur le bord costal et le bord interne, présentent une plage cuivrée depuis la base le long du bord interne, et une bande jaune cernée de marron proche de l'apex. Les ailes postérieures, munies de courtes queues, ont une base cuivrée et le reste de l'aile brun avec une ligne submarginale jaune.
Le revers présente une ornementation similaire en plus clair, avec en plus des taches marginales blanches à l'aile postérieure.

## Répartition
Methone cecilia est présente en Amérique centrale (notamment au Costa Rica et au Panama) et en Amérique du Sud (notamment en Colombie, au Suriname, en Guyane, au Brésil, en Équateur, au Pérou et en Bolivie).

## Systématique
L'espèce actuellement appelée Methone cecilia a été décrite par l'entomologiste néerlandais Pieter Cramer en 1777, sous le nom initial de Papilio cecilia.
Classée dans la famille des Riodinidae et la sous-famille des Euselasiinae, elle est l'espèce type et unique espèce du genre monotypique Methone, décrit en 1847 par l'entomologiste britannique Edward Doubleday.

### Sous-espèces
L'espèce est subdivisée en plusieurs sous-espèces :
- Methone cecilia cecilia (Cramer, 1777) — au Suriname et en Guyane.
- Methone cecilia chrysomela (Butler, 1872) — au Costa Rica, au Panama et en Colombie.
- Methone cecilia magnarea (Seitz, 1913) — au Brésil, au Pérou et en Bolivie.
- Methone cecilia eurotias Stichel, 1919 — en Equateur.
- Methone cecilia caduca Stichel, 1919 — au Costa Rica.
- Methone cecilia columbana Stichel, 1926 — en Colombie.

## Nom vernaculaire
L'espèce est appelée Cecilia Metalmark en anglais.

## Protection
L'espèce n'a pas de statut de protection particulier en France (Guyane).